# Квадратриса
Квадратри́са — плоская трансцендентная кривая, определяемая кинематически. Была предложена в античные времена (V веке до н. э.) для решения задач квадратуры круга и трисекции угла. Квадратриса стала первой в математике трансцендентной кривой.

Рис. 1. Кинематическое определение квадратрисы

Рис. 2. То же с анимацией

## Определение
Кинематическое определение квадратрисы следующее: рассмотрим квадрат {\displaystyle ABCD} (рис. 1), в который вписан сектор четверти круга. Пусть точка {\displaystyle E} равномерно движется по дуге от точки {\displaystyle D} до точки {\displaystyle B}; одновременно отрезок {\displaystyle A'B'} равномерно движется из положения {\displaystyle DC} в положение {\displaystyle AB}. Наконец, потребуем, чтобы оба движения начались и закончились одновременно. Тогда точка пересечения радиуса {\displaystyle AE} и отрезка {\displaystyle A'B'} опишет квадратрису (см. рисунки 1 и 2, выделена красным цветом).
Античные математики предубеждённо относились к кинематическим определениям кривых, считая их недостойными геометрической науки. Поэтому они предложили два других определения, не использующих понятия механического движения; эти определения приведены в сочинениях Паппа Александрийского и представляют квадратрису как проекцию некоторых кривых, связанных с винтовой линией или спиралью Архимеда. Построения эти довольно сложны и на практике не используются. 
В Новое время были обнаружены и другие построения, где возникает квадратриса; например, рассмотрим пересечение витка геликоида с плоскостью, содержащей ось этой поверхности. Тогда проекция линии пересечения на плоскость, перпендикулярную оси, представляет собой ветку квадратрисы.

## История
Первое упоминание о квадратрисе сделали Папп Александрийский и Ямвлих в конце III века. Папп дал и подробное описание способов её построения. Кривая открыта, по сообщению Прокла Диадоха, софистом Гиппием в V веке до н. э. и использовалась им для решения задачи трисекции угла. Другой античный геометр, Динострат, провёл  в IV веке до н. э. исследование этой кривой и показал, что она обеспечивает также решение задачи квадратуры круга. В источниках данную кривую называют «квадратрисой Динострата» или «квадратрисой Гиппия».
Папп пишет, что математик III века Спор Никейский выдвинул два серьёзных возражения против использования квадратрисы для квадратуры круга, с которыми Папп полностью согласен:
1. Невозможно точно согласовать движение отрезков ВС и АВ, если не знать заранее отношение длины дуги четверти окружности к радиусу, поэтому получается порочный круг.
2. Точку К построить нельзя, потому что в соответствующий момент времени отрезок и радиус совпадают. В современной терминологии, точка К есть предел точек квадратрисы — понятие, чуждое античной математике.

В Новое время кривую исследовали Роберваль (1636), Ферма, Барроу (1670) и другие известные математики. Декарт посвятил исследованию квадратрисы немало страниц в своей «Геометрии» (1637). Ньютон в 1676 году определил длину дуги квадратрисы, её кривизну и площадь её сегмента в виде ряда, а также указал способ проведения касательных.

## Уравнения кривой
- В полярных координатах:

{\displaystyle \rho ={\frac {2R}{\pi }}{\frac {\varphi }{\sin \varphi }}.}
| Вывод |
| --- |
| Пусть {\displaystyle R} — радиус круга, {\displaystyle \varphi } — текущий угол {\displaystyle FAG}, {\displaystyle \rho =AF} — полярный радиус. Для удобства введём время {\displaystyle t}, которое за период движения меняется от 0 до 1. Тогда равномерное движение точки {\displaystyle E} по дуге длиной {\displaystyle \textstyle {\frac {\pi }{2}}} можно выразить уравнением: {\displaystyle \varphi ={\frac {\pi }{2}}\cdot (1-t).} Равномерное движение отрезка {\displaystyle A'B'} выражается уравнением: {\displaystyle A'A=\rho \sin \varphi =(1-t)R} Подставляя значение {\displaystyle 1-t} из первого уравнения во второе, получаем окончательно: {\displaystyle \rho ={\frac {2R\varphi }{\pi \sin \varphi }}.} |

- В прямоугольных координатах:

{\displaystyle x=y\,\operatorname {ctg} {\frac {\pi y}{2R}}}
| Вывод |
| --- |
| Приводим уравнение в полярных координатах к виду: {\displaystyle \rho \sin \varphi ={\frac {2R}{\pi }}\varphi } Учитывая {\displaystyle \rho \sin \varphi =y}, получаем {\displaystyle y={\frac {2R}{\pi }}\varphi } Из геометрических соображений: {\displaystyle \textstyle \varphi =\operatorname {arctg} {\frac {y}{x}}}. Тогда уравнение предстанет в виде: {\displaystyle {\frac {\pi y}{2R}}=\operatorname {arctg} {\frac {y}{x}}} Берём тангенс от обеих частей: {\displaystyle \operatorname {tg} {\frac {\pi y}{2R}}={\frac {y}{x}}} то есть {\displaystyle x=y\,\operatorname {ctg} {\frac {\pi y}{2R}}} |

## Основное свойство
Уравнение квадратрисы в полярных координатах можно записать в виде:
{\displaystyle \rho \sin \varphi ={\frac {2R}{\pi }}\varphi ,} или: {\displaystyle y=k\varphi ,} где {\displaystyle k={\frac {2R}{\pi }}.}
Отсюда следует основное свойство данной кривой:
| Ординаты любых двух точек квадратрисы относятся, как полярные углы этих точек: {\displaystyle {\frac {y_{1}}{y_{2}}}={\frac {\varphi _{1}}{\varphi _{2}}}.} |

Квадратриса — единственная (невырожденная) кривая в первом координатном квадранте, обладающая таким свойством (это легко доказать, повторив приведённые рассуждения в обратном порядке).

## Другие свойства
Площадь сегмента {\displaystyle ADFG} квадратрисы определяется формулой:
{\displaystyle S={\frac {2R^{2}\ln 2}{\pi }}}

## Применение

### Трисекция угла
Трисекция угла, то есть деление произвольного угла на три равные части, с помощью квадратрисы проводится элементарно. Пусть {\displaystyle EAB} (рис. 1) — некоторый угол, треть которого надо построить. Алгоритм деления следующий:
1. Находим точку {\displaystyle F} на квадратрисе и её ординату {\displaystyle A'}.
2. Откладываем на отрезке {\displaystyle AA'} его третью часть; получим некоторую точку {\displaystyle H}.
3. Находим на квадратрисе точку {\displaystyle K} с ординатой {\displaystyle H}.
4. Проводим луч {\displaystyle AK}. Угол {\displaystyle KAB} — искомый.

Доказательство данного алгоритма сразу следует из основного свойства квадратрисы. Очевидно также, что аналогичным способом можно разделить угол не только на три, но и на любое другое число частей.

### Квадратура круга

Рис. 3. Схема квадратуры круга с помощью квадратрисы

Задача квадратуры круга ставится так: построить квадрат с такой же площадью, как у заданного круга радиуса {\displaystyle R}. Алгебраически это означает решение уравнения: {\displaystyle x^{2}=\pi R^{2}}.
Построим для исходного круга квадратрису, как на рис. 1. Используя первый замечательный предел, получаем, что абсцисса {\displaystyle AG} её нижней точки (на рис. 3 это отрезок {\displaystyle AJ}) равна {\displaystyle {\frac {2R}{\pi }}}. Выразим это в виде пропорции: {\displaystyle C:2R=2R:AG}, где {\displaystyle C=2\pi R} — длина окружности. Приведённое соотношение позволяет построить отрезок длины {\displaystyle C}. Прямоугольник со сторонами {\displaystyle R} и {\displaystyle C/2} будет иметь нужную площадь, а построить равновеликий ему квадрат — дело несложное, см. статью Квадратура (математика) или рис. 3.

## Вариации
Помимо рассмотренной выше квадратрисы Динострата, существует ряд иных кривых, которые можно использовать для квадратуры круга, и поэтому также называемых квадратрисами.
- Квадратриса Чирнгауза (или Чирнгаузена), аффинная обычной синусоиде[11]:

{\displaystyle y=a\sin {\frac {\pi x}{2a}}}
- Квадратриса Озанама:

{\displaystyle x=2a\sin ^{2}{\frac {y}{2a}}}
- Кохлеоида[11] с полярным уравнением {\displaystyle \rho =a{\frac {\sin \varphi }{\varphi }}}.

Рис. 4. График «полной» квадратрисы при R=1

Кроме того, ряд авторов предпочитают поменять местами x и y в уравнении квадратрисы Динострата:
{\displaystyle y=x\,\operatorname {ctg} {\frac {\pi x}{2R}}}
Этот вариант (полная квадратриса) имеет то преимущество, что функция {\displaystyle y(x)} определена на всей вещественной оси, кроме особых точек {\displaystyle \pm 2R,\pm 4R,\pm 6R\dots }  (В точке {\displaystyle x=0} функция {\displaystyle y(x)} доопределяется предельным переходом; см. её график при {\displaystyle R=1} на рис. 4.) В полярных координатах центральная ветка данного варианта кривой описывается формулой:
{\displaystyle \rho ={\frac {R}{\pi }}\cdot {\frac {\pi -2\varphi }{\cos \varphi }}}
Данная кривая имеет бесконечное число ветвей, для которых вертикальные прямые в особых точках являются асимптотами. Точки кривой с ординатой {\displaystyle y={\frac {2R}{\pi }}} (за исключением точки на оси ординат) являются точками перегиба.